# Adolphe Royannez
Adolphe Royannez, né le 7 mars 1829 à Paris et mort le 1er octobre 1894 dans la même ville, est un journaliste, patron de presse, publiciste, pamphlétaire et homme politique français.
Membre de l'opposition républicaine au Second Empire, socialiste proudhonien et libre-penseur, il est condamné pour sa participation à la Commune de Toulouse puis de Marseille avec son futur beau-fils Clovis Hugues qui épousera sa fille Jeanne Royannez. Sous la Troisième république, il continue son activité de journaliste et de militant socialiste. 

## Biographie
Né en 1829, Adolphe Royannez sert comme soldat du gouvernement en juin 1848 mais refuse de tirer sur les insurgés. Pour ce fait, il est envoyé dans les bataillons d'Afrique après être passé devant un conseil de guerre. De retour en France, il devient professeur de latin à Saint-Germain-en-Laye puis Dreux mais est révoqué de son poste en juin 1851 par le Conseil académique qui lui reproche la publication d'un roman socialiste dans son journal Le Glaneur.

## Publications
- À propos du congrès de Liège : l’athéisme et la révolution devant le « Courrier de Marseille » et la « Gazette du Midi », Lyon, 1866
- Appel à la démocratie pour la création à Marseille d’un journal quotidien sous le titre « La Voix du Peuple », Marseille, 1867
- Loisirs d’un prisonnier, ouvrage écrit sous les verrous de la maison d’arrêt de Marseille (Vol. I : Confidences et méditations ; Vol. II : La Petite fille de l’émigré), Marseille, 1867-1868
- La France sous Napoléon III, Marseille, 1868
- L’Échéance de 1869, lettre sur les prochaines élections générales à très grande et très noble dame « Gazette du Midi », Marseille, 1868
- La Révolution en Espagne, lettre d’un révolutionnaire français à un révolutionnaire espagnol, le citoyen A. Sarro Magallan, A. Le Chevalier, Paris, 1868
- La « Voix du Peuple » et la démocratie marseillaise, histoire d’un fiasco,
- Marseille, 1868
- La Revendication, brochure politique, imprimerie de P. Savy, Toulouse, 1869
- La République : lettre à un bourgeois réactionnaire, Marseille, 1871
- Y a-t-il une question sociale ? lettre familière à Jacques Bonhomme, Paris, 1876
- La Politique et les Affaires, La Bibliothèque Républicaine, Paris, 1876
- La Crise municipale et le comité central à Marseille, imprimerie de J. Doucet, Marseille, 1879